# Christian Kane
Christian Kane, född 27 juni 1972 i Dallas, Texas, är en amerikansk skådespelare och singer-songwriter.

## Roller i urval
- 1999 – EDtv
- 1999–2004 – Angel (TV-serie) (21 avsnitt)
- 2002 – Life or Something Like It
- 2003 – Afrikas hemligheter
- 2003 – Smekmånaden
- 2004 – Friday Night Lights
- 2005 – Into the West (miniserie)
- 2005–2006 – Close to Home (TV-serie) (20 avsnitt)
- 2008–2012 – Leverage (TV-serie) (77 avsnitt)
- 2014–2018 – The Librarians (TV-serie) (42 avsnitt)
- 2021–  – Leverage: Redemption (TV-serie) (39 avsnitt)